# 더블 트라블 (영화)
더블 트라블(Non C'e Due Senza Quattro, Double Trouble)은 이탈리아에서 제작된 엔조 바보니 감독의 1984년 영화이다. 테렌스 힐 등이 주연으로 출연하였다.

## 출연

### 주연
- 테렌스 힐
- 버드 스펜서

### 조연
- 해롤드 버그먼
- C.V. 우드 주니어
- 넬로 파자피니
- 에이프릴 클루